# Melampus fasciatus
Melampus fasciatus är en snäckart som först beskrevs av Gérard Paul Deshayes 1830.  Melampus fasciatus ingår i släktet Melampus och familjen dvärgsnäckor. Inga underarter finns listade i Catalogue of Life.